# Тросселл, Брайанна
Брайана Тросселл (англ. Brianna Throssell; род. 10 февраля 1996, Субиако) — австралийская пловчиха, специализирующаяся в плавании баттерфляем и вольным стилем, двукратная олимпийская чемпионка в эстафетах, пятикратная чемпионка мира в эстафетах. Всего за карьеру завоевала 16 медалей на чемпионатах мира (в том числе 15 в эстафетах).

## Биография
Родилась 10 февраля 1996 года в Перте. Начала заниматься плаванием в возрасти девяти лет. Её тренерами являются Мик Палфери и Роан Тейлор. Награждена медалью ордена Австралии (OAM).
В 2013 году поступила в университет на специальность «Физиотерапия».

## Карьера
На международном уровне дебютировала в 2012 году.
Приняла участие на юношеских Олимпийских играх 2014 года в Нанкине. На этом турнире выиграла семь медалей, в том числе три личные бронзовых медали на дистанциях 200 м вольным стилем, 100 м и 200 м баттерфляем.
Приняла участие на чемпионате мира в Казани в 2015 году. Её лучшим результатом стала дистанция 200 м баттерфляем, где она стала четвёртой.
Вошла в состав сборной на Олимпийские игры в Рио-де-Жанейро по результатам австралийского отбора, где завоевала серебро на дистанции 200 м баттерфляем, уступив Мейделин Гровс.
На чемпионате мира 2017 года в Будапеште завоевала бронзовую медаль в комбинированной эстафете 4×100 метров.
На чемпионате мира в Кванджу завоевала две золотые медали в эстафетах 4×100 и 4×200 метров, а также стала серебряным призёром в смешанной комбинированной и женской комбинированной эстафетах.
На чемпионате мира 2022 года в Будапеште выиграла золото в женской эстафете 4×100 метров и три серебряные медали в других эстафетах.
На чемпионате мира 2023 года в Фукуоке выиграла золото в женских эстафетах 4×100 и 4×200 метров, доведя общее количество своих титулов чемпионки мира до 5.